# Дюла Каллаї
Дюла Каллаї (угор. Kállai Gyula; 1 червня 1910, Беретьоуйфалу, Австро-Угорщина — 12 березня 1996, Будапешт) — угорський партійний і державний діяч, прем'єр-міністр Угорщини в 1965–1967.

## Біографія
Ще під час навчання, в 1931, вступив до Комуністичної партії. З 1939 по 1944 він працював редактором у соціал-демократичній газеті «Népszava».
Після утворення Угорської Народної Республіки, з 20 серпня 1949 Каллаї був наступником звинуваченого у зраді і страченого міністра закордонних справ Ласло Райка. Цю посаду він обіймав до 1951, потім він був заарештований, ув'язнений і реабілітований у 1954.
Після народного повстання в 1956 він допоміг відновити владу Партії угорських робітників, яка потім була перейменована в Угорську соціалістичну робітничу партію. Спочатку він був секретарем ЦК, а з 1956 по 1975 — членом Політбюро ЦК УСРП.
4 листопада 1956 призначений прем'єр-міністром Яношем Кадаром міністром культури. У кабінеті Ференца Мюнніха він був з 28 січня 1958 по 1960 державним міністром. Цю ж посаду він займав в другому кабінеті Яноша Кадара з 13 вересня 1961, що пізніше був заступника прем'єр-міністра, а також першим заступником прем'єр-міністра.
30 червня 1965 став наступником Яноша Кадара на посаді прем'єр-міністра. На цій посаді перебував до 14 квітня 1967, поступившись нею Йеньо Фоку.
У 1967–1971 — голова Національних Зборів УНР. У 1957–1989 — голова Вітчизняного Народного фронту.
Був депутатом Національних Зборів з 1954 по 1990.